# کریستین فوم لین
کریستین فوم لین (به انگلیسی: Christian vom Lehn) (زادهٔ ۱۴ آوریل ۱۹۹۲) شناگر اهل آلمان است.